# Атипова пневмонія
Атипова пневмонія (англ. Atypical pneumonia, walking pneumonia) — медичний термін, який використовується для характеристики ураження легенів, зумовленого не звичайними збудниками пневмонії (Streptococcus pneumoniae, Haemophilus influenzae, Moraxella catarrhalis, Staphylococcus aureus тощо), а атиповими збудниками:
- мікоплазмою (Mycoplasma pneumoniae — респіраторний мікоплазмоз),
- легіонелою (Legionella pneumophila — легіонельоз),
- клебсієлою — (Klebsiella pneumoniae — клебсієльозна пневмонія, рідше клебсієльозний сепсис),
- хламідофілами (Chlamydophila pneumoniae, Chlamydophila psittaci — хламідофільна пневмонія, орнітоз),
- актинобактеріями або актиноміцетами (Actinomyces israelii — актиномікоз),
- мікобактеріями пташиного комплекса (Mycobacterium avium-intracellulare — атиповий туберкульоз або мікобактеріоз),
- канзаською мікобактерією (Mycobacterium kansasii — атиповий туберкульоз),
- туляремійним мікробом (Francisella tularensis — туляремія),
- коксієлою (Coxiella burnetii — Ку-гарячка),
- вірусами грипу (Influenzavirus A й Influenzavirus B — грип),
- вірусами парагрипу (Human parainfluenza viruses 1,2 і 3 — парагрип),
- РС-вірусом (Respiratory Syncytial Virus (RSV) — респіраторно-синцитіальна інфекція),
- аденовірусами (Adenoviruses — аденовірусна інфекція),
- вірусом кору (Measles virus (MeV) — корова пневмонія),
- цитомегаловірусом (Cytomegalovirus або Herpesvirus 5, human — цитомегаловірусна інфекція),
- вірусом вітряної віспи-оперізуючого герпесу (Varicella-zoster virus або Herpesvirus 3, human — вітряночна пневмонія, пневмонія при оперізуючому герпесі),
- бетакоронавірусами — збудниками ТГРС, БКРС і коронавірусної хвороби 2019 (SARS-CoV-2),
- пневмоцистою (Pneumocystis jiroveci / Pneumocystis carinii — пневмоцистна пневмонія),
- зігоміцетами (Zygomycosis — зігомікоз)[1].

Існують і розширеніші списки збудників, що спричинюють атипову пневмонію, однак деякі патогени, що в них включені, не відповідають критеріям поняття «атипова пневмонія».
У 1938 р. американський вірусолог Х. Рейманн увів до широкого медичного вжитку термін «атипова пневмонія» після спостереження 7 випадків респіраторного мікоплазмозу у Філадельфії.

## Різниця між атиповою і типовою пневмоніями
У поняття «атипова пневмонія» вкладають ще й сенс того, що епідеміологічні чинники передавання, клінічні прояви ураження легень, спричинені атиповими збудниками, відрізняються від таких, які зумовлюються типовими збудниками пневмоній.

### Різниця на рівні мікроорганізмів
Усі мікроорганізми групи «атипової пневмонії» є внутріклітинними агентами, їх не можна виявити при дослідженні мазка мокроти і при стандартному бактеріологічному посіві мокроти або крові. Для діагностики потрібні більш складні й дорогі методи дослідження, ці збудники не виявляються при фарбуванні за Грамом і не культивуються на стандартних поживних середовищах.

### Різниця у клінічних і морфологічних проявах
Особливість атипових пневмоній полягає в переважанні симптомів загальної інтоксикації, які посувають на другий план легеневі прояви, звертає на себе увагу відсутність інфільтративних змін на рентгенограмі легенів в перші дні хвороби (так званий інтерстиціальний тип ураження). Перебіг таких пневмоній непередбачуваний: вони можуть перебігати як малосимптомно, так і тяжко, з розвитком небезпечних для життя ускладнень. Труднощі діагностики та різноманітність клінічних проявів часто обумовлюють пізню госпіталізацію хворих до стаціонару, пізню постановку діагнозу та помилки у виборі терапії. Якщо ураження легенів є головним проявом перебігу, то нерідко виділяють так звані «первинні атипові пневмонії (англ. primary atypical pneumonia)» (мікоплазми, легіонели, коронавіруси тощо).

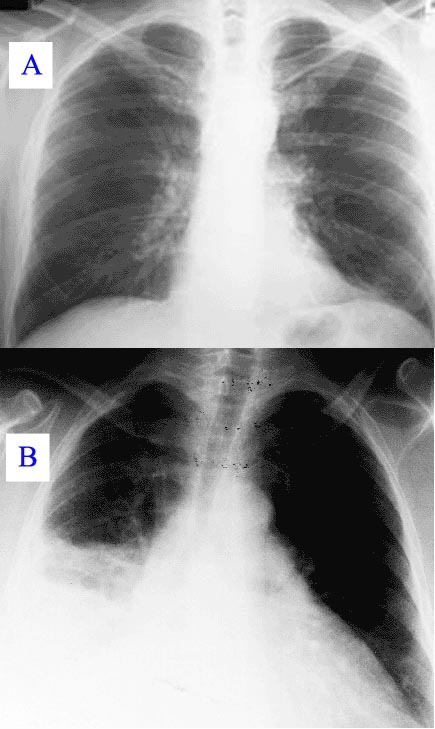
Ураження легенів при Ку-гарячці.